# Revivka, Kameanka
Revivka (în ucraineană Ревівка) este localitatea de reședință a comunei Revivka din raionul Kameanka, regiunea Cerkasî, Ucraina.

## Demografie
Componența lingvistică a localității Revivka
     Ucraineană (97,46%)
     Rusă (1,9%)
     Alte limbi (0,48%)
Conform recensământului din 2001, majoritatea populației localității Revivka era vorbitoare de ucraineană (97,46%), existând în minoritate și vorbitori de rusă (1,9%).